# JAMWiki
A JAMWiki egy Java sztenderd komponensek (servlet és JSP) köré épített wiki szoftver. A szoftvert Ryan Holliday írta, és kiadta LGPL licenc alá.
Habár a felhasználó szemszögből a JAMWiki nagyon hasonló a MediaWikihez - ugyanazt a wiki szintaxist használja (beleértve a sablonokat is stb.) -, valójában nem egy MediaWiki klónról van szó, hanem független implementációról, amely más nyelven íródott, más adatbázissémát használva.
A JAMWiki belül Spring keretrendszert használ a felhasználók, autentikáció és szerepkörök biztosításához. Két kód generációs szintje van: servlet (amelyet mappelni lehet a wiki különböző speciális lapjaihoz) és JSP (végső kód generálásához).
A Servlet fogadja a HTTP kéréseket, és elvégzi az összes szükséges feldolgozást. Az eredményt név-érték párokban rendezve egy context adat struktúrába (ezt hívjuk modellnek) adja vissza a JSP felé. A következő szinten a JSP fel tudja használni ezeket a név-érték párokat a végső HTML kimenet előállításához.
A keresések implementálásához az Lucene keresőmotort használja.
A JAMWiki Tomcat, GlassFish vagy egyéb alkalmazás szerveren fut és az adatbázisok széles skáláját támogatja adat tárolásra. Nem sztenderd adatbázisok használatához több szinten nyújt segítséget:
A saját SQL-lekérdezésektől kezdve (minden adatbázis lekérdezései külön fájlok lehetnek) egészen saját adatbázislekérdezés-kezelő (handler) írásáig - ami képes szabványos eredményhalmazt visszaadni (result set) vagy akár egészen az adatkezelőig (data handler) - amely a lekérdezés kezelőt belsőleg használja és direktben kommunikál a JAMWiki magjával.
A szoftver összeállítására Maven-t használ a projekt.

## Története
2006 júniusában kezdte fejleszteni a JAMWiki-t Ryan Holliday.
2011 januárjában érte el az 1.0-s verziót.

## Képességek
- MediaWiki stílusú szintaxis - jelenleg JAMWiki támogatja a Mediawiki főbb szintaxis elemeit. Ezek a következők:
  - Felhasználói figyelőlisták
  - MediaWiki lábjegyzetek (referenciák)
  - MediaWiki sablonok (legutóbbi kiadások már támogatják a feltételes konstrukciókat is)
  - MediaWiki kategóriák
  - Képtámogatás (beleértve az automatikus kép átméretezést)
  - Szócikk törlése / törlés visszavonása
  - Szócikk verziózása
  - Keresések (Apache Lucene motor használatával)
  - Lap mozgatása/átirányítása
- Nyelvi változatok - a JAMWiki UTF-8 kódolást használ sztenderd kódolásként, hogy képes legyen működni olyan nyelvekkel is mint a japán és kínai nyelv.
- XML import / export - JAMWiki támogatja a szócikkek importálását és exportálását Mediawiki-kompatibilis XML formátumban
- Felhasználók / IP címek - letiltása /engedélyezése az 1.1.x-től
- ReCAPTCHA használat - opcionálisan, spam támadások ellen pl. belépéskor / regisztrációkor használható az 1.0.x-től

### JAMWiki-t használó site-ok
- MathEclipse.org
- linux.org.ru
- WingS Framework
- uniBlogger
- Ultrastudio.org